# Sbor AVE
Sbor AVE je smíšený studentský pěvecký sbor Arcibiskupského gymnázia v Kroměříži, který založil při znovuotevření gymnázia v roce 1991 hudebník František Macek, který jej společně se synem Filipem vedl. Od září 2016 převzal otěže vedení sboru Mgr. Michael Korbička, Ph.D.. Ve školním roce 2022/2023 sbor tvoří 42 studentů a studentek Arcibiskupského gymnázia ve věku od čtrnácti do osmnácti let. Repertoár sboru je velmi široký, sahá od Gregoriánského chorálu až po současnou hudbu.

## Působení sboru

### Od roku 1991

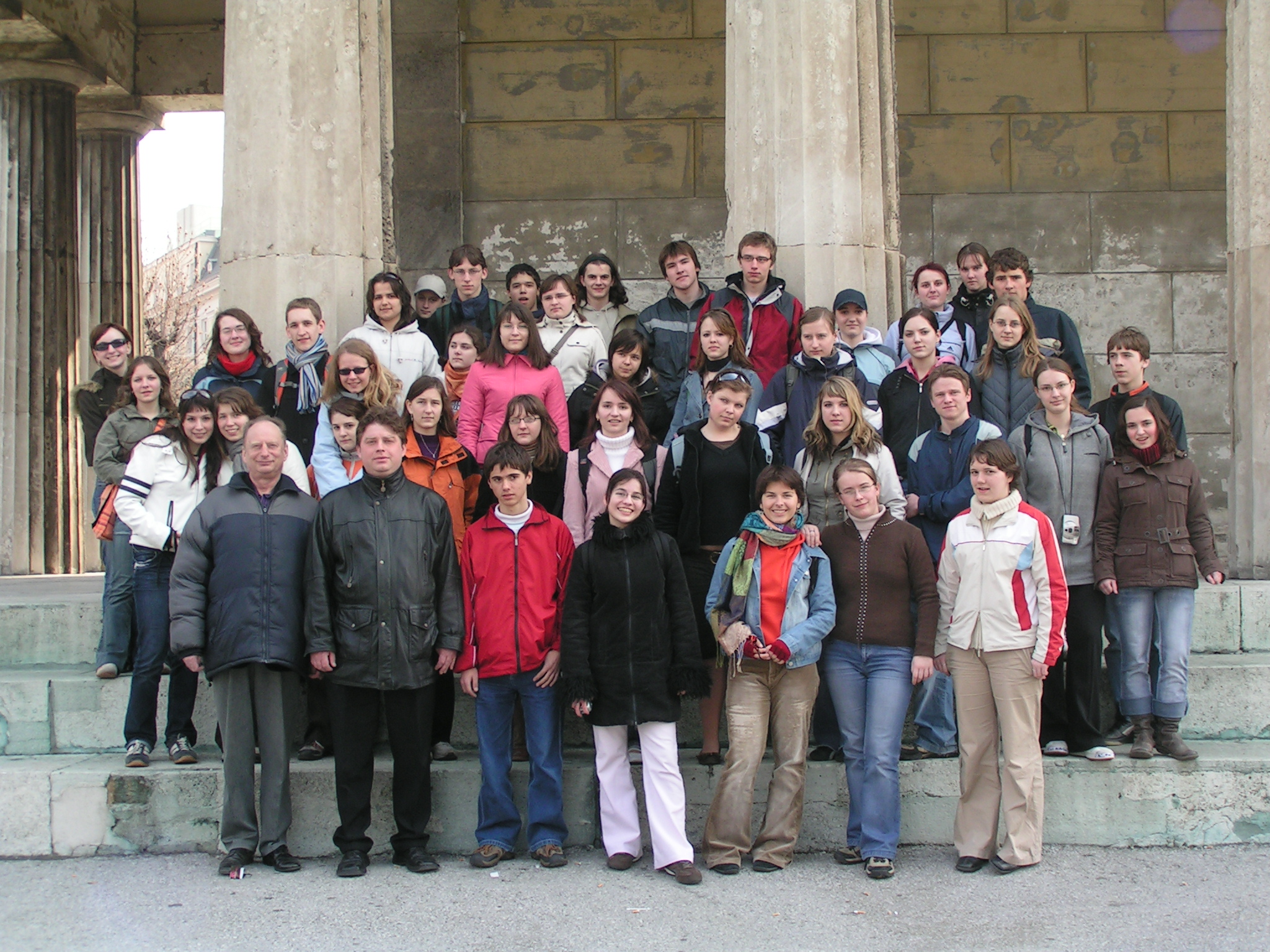
Společná fotka sboru před vystoupením ve Vídni (2007). V první řadě zcela vlevo František Macek, vedle něj Filip Macek.

Od začátku svého působení vyvíjí bohatou koncertní činnost na domácích i zahraničních pódiích. Mezi největší úspěchy sboru se řadí například opakovaná medailová umístění na mezinárodním soutěží pěveckých sborů Iuventus mundi cantat v Olomouci (dvě stříbrné medaile v roce 1997, zlaté medaile v letech 1999 a 2000, stříbrná medaile z roku 2006), vítězství v mezinárodní soutěži katedrálních sborů a pěveckých škol v Saint-Quentinu (2000), v celostátní soutěži Gymnasia Cantant (2003) či na mezinárodním festivalu Antonína Tučapského ve Vyškově (2005). Sbor pravidelně vystupuje na celonárodní pouti na Velehradě, v roce 1995 vystupoval na Svatém Kopečku u Olomouce při příležitosti návštěvy papeže Jana Pavla II. i při řadě dalších významných církevních akcí.
Mezi zavedenou tradici patří, že sbor nebo s ním úzce propojená Schola AG vystupují na primicích kněží, kteří na Arcibiskupském gymnáziu v Kroměříži studovali.
V roce 2001 vydal sbor ku příležitosti desátého výročí svého založení vlastním nákladem své první CD Salve, Regina a obdržel děkovné uznání České biskupské konference.

### Od roku 2016 po současnost

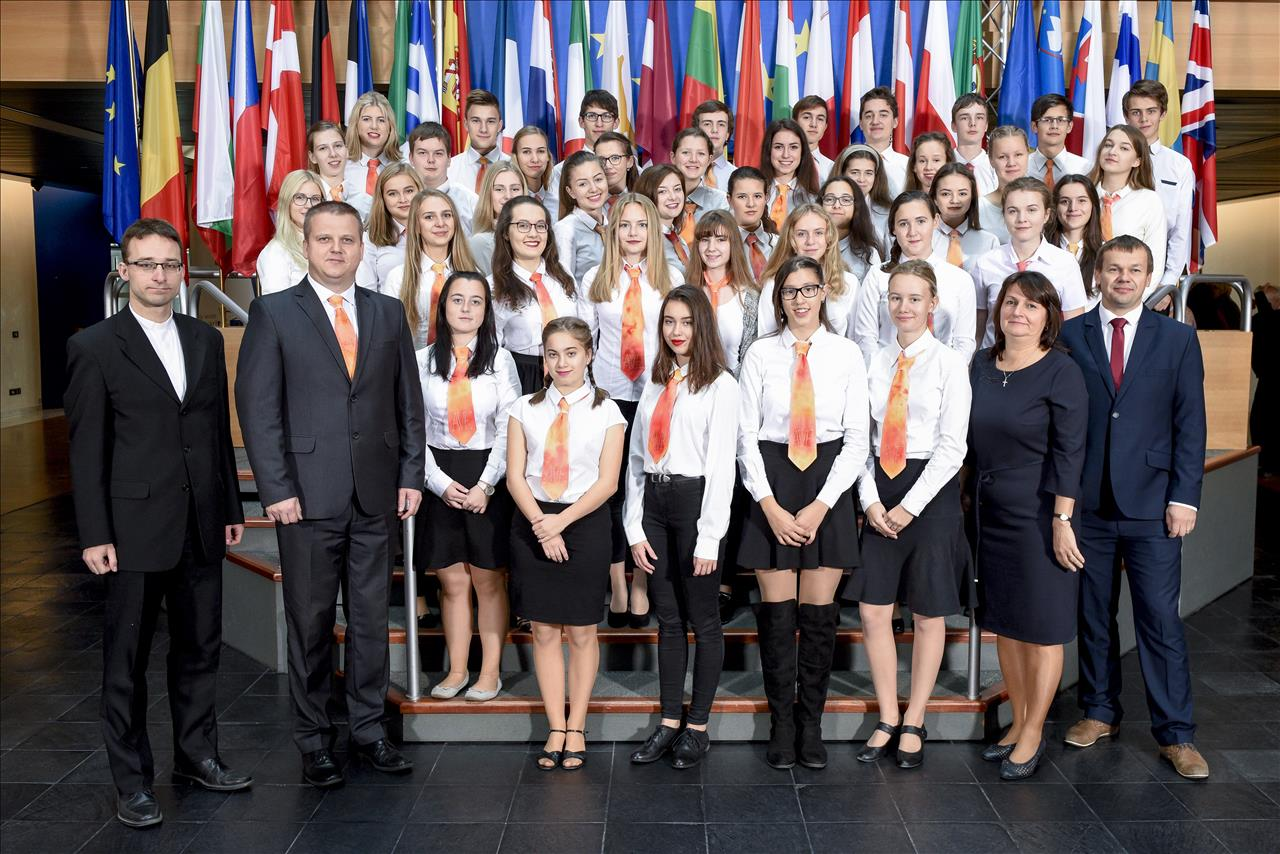
Společná fotka sboru ve Štrasburku (2018). V první řadě druhý zleva sbormistr Mgr. Michael Korbička, Ph.D.. V první řadě zcela vpravo ředitel Arcibiskupského gymnázia v Kroměříži Mgr. Jan Košárek.

I po změně vedení v roce 2016 sbor nepolevuje v koncertní činnosti. V průběhu školního roku se konají pravidelné zkoušky a víkendová soustředění. Svým zpěvem doprovází školní mše a slavnosti. Během roku sbor pořádá několik koncertů v různých koutech naší země.
V listopadu 2017 se sbor účastnil poutě do Říma, kde se setkal s papežem Františkem a uspořádal koncert pro velvyslance a hosty v českém Nepomucenu.
V listopadu 2018 se sbor účastnil výjezdu do Štrasburku - sídla Evropského parlamentu, na pozvání paní europoslankyně Michaely Šojdrové. Sbor zpíval při mši svaté v kryptě štrasburské katedrály a později při otevření výstavy ke 100 výročí republiky v Evropském parlamentu.
V listopadu 2019 se sbor účastnil Festivalu duchovní hudby na Velehradě.
V letech 2020 a 2021 byl chod sboru poznamenán pandemií koronaviru.
V listopadu 2021 proběhl velký koncert k třicátému výročí od znovuobnovení Arcibiskupského gymnázia v kostele sv. Mořice v Kroměříži.
V květnu 2022 zpíval sbor ve Valdštejnských zahradách, v Senátu ČR, na pozvání paní senátorky Šárky Jelínkové. V měsíci květnu také proběhl velký koncert v Holešově, u příležitosti připomínky 30. výročí vzniku Charity Holešov.

## Diskografie
- Salve, Regina (2001, nahráno u příležitosti desátého výročí založení sboru)